# جانغ فاي
زانغ فاي هو أحد القادة الأقوياء في عصر الممالك الثلاث. تعهد هو وليو باي وغوان يو على أن يكونوا اخواناً وأن يبقوا أوفياء لبعض وأن يقضوا على الفوضى والشر. ساعد زانغ في واخوانه في القضاء على أصحاب القبعات الصفر وقائدهم جانق جياو. وبعد تمرد دونج جو وفي معركة هو لاو تمكنوا من أن يهزموا لو بو الذي كان أقوى رجل في الصين آنذاك. وفي معركة شانق بان كان تساو تساو يريد قتل ليو باي لكن زانغ في وقف أمام جسر شانق بان وحده وأخاف آلاف الجنود من جيش تساو تساو بصرخته. فتمكن ليو باي من الهرب بسلام. مات زانغ في بعد وقت قصير من موت أخيه غوان يو بعد أن غدر به جنوده وهو نائم وقتلوه خوفا من الهزيمة.